# Ruppertsberg
Ruppertsberg ist eine Ortsgemeinde im Landkreis Bad Dürkheim in Rheinland-Pfalz, Deutschland. Sie gehört der Verbandsgemeinde Deidesheim an, innerhalb derer sie gemessen an der Einwohnerzahl die zweitkleinste Ortsgemeinde darstellt.

## Geographie
Die Gemeinde liegt in der Region Weinstraße und ist Teil der Metropolregion Rhein-Neckar. Der Westen der Gemarkung ragt in die Haardt hinein, wie der Ostteil des Pfälzerwaldes genannt wird. In diesem Bereich erstrecken sich der 337 Meter hohe Rehberg und der 333 Meter hohe Hartenberg. Nachbargemeinden sind – im Uhrzeigersinn – Deidesheim, Meckenheim und Neustadt an der Weinstraße. Die Marlach bildet im Nordosten weitestgehend die Gemarkungsgrenze zu Deidesheim.

## Geschichte
Die älteste erhaltene Erwähnung von Ruppertsberg stammt von 1040. Wahrscheinlich entwickelte es sich ab 800 aus der Hoheburg heraus. Während der Zeit der Stammesherzogtümer gehörte der Ort zum Herzogtum Franken. Um 1100 schenkte der letzte Graf des Kraichgaus den Ort an das Hochstift Speyer, das ihn als Lehen an die Ritter von Ruppertsberg gab. Im 14. Jahrhundert zerstörten kaiserliche Truppen die Burg, worauf die Ritter im Nordosten des Dorfes eine Wasserburg, das sogenannte Schloss, errichteten. Das Kloster Otterberg war im Ort begütert.
Ab 1541 war der östliche Teil der Gemeinde, das Niedergericht, vorübergehend in Besitz der von Dalberg. Nach den Zerstörungen des Dreißigjährigen Kriegs lebten in Ruppertsberg nur noch zwei Familien. Bis Ende des 18. Jahrhunderts gehörte Ruppertsberg zum Hochstift Speyer und unterstand dort dem Amt Deidesheim.
Im Zuge des Ersten Koalitionskriegs fand vor Ort ein Gefecht statt. In der Folgezeit hatten französische Revolutionstruppen die Region besetzt und nach dem Frieden von Campo Formio (1797) annektiert. Dadurch wurde Ruppertsberg 1798 Teil der französischen Republik und ab 1804 des Napoleonischen Kaiserreichs. Während dieser Zeit war der Ort dem Kanton Neustadt im Département du Mont-Tonnerre zugeteilt und besaß eine eigene Mairie. 1815 hatte die Gemeinde 780 Einwohner.
Aufgrund der auf dem Wiener Kongress (1815) getroffenen Vereinbarungen und einem Tauschvertrag mit Österreich kam die Region 1816 zum Königreich Bayern. Ab 1818 gehörte die Gemeinde Ruppertsberg zum Landkommissariat Neustadt im bayerischen Rheinkreis; aus ersterem ging 1862 das Bezirksamt Neustadt hervor.
Ab 1939 war der Ort Bestandteil des Landkreises Neustadt. Nach dem Zweiten Weltkrieg wurde der Ort innerhalb der französischen Besatzungszone Teil des damals neu gebildeten Landes Rheinland-Pfalz. Im Zuge der ersten rheinland-pfälzischen Verwaltungsreform wechselte Ruppertsberg 1969 in den neu geschaffenen Landkreis Bad Dürkheim. Drei Jahre später wurde die Gemeinde Bestandteil der ebenfalls neu entstandenen Verbandsgemeinde Deidesheim.

## Religion
Bis 2015 bildete der Ort katholischerseits die Pfarrei St. Martin, ehe diese zum 1. Januar 2016 in der neu geschaffenen Pfarrei Hl. Michael mit Sitz in Deidesheim aufging.
Am Stichtag 30. September 2023 waren 47,6 % der Einwohner katholisch, 19,2 % evangelisch, 31,2 % konfessionslos und 1,9 % gehörten einer anderen Glaubensgemeinschaft an.

## Politik

### Gemeinderat
Der Gemeinderat in Ruppertsberg besteht aus 16 Ratsmitgliedern, die bei der Kommunalwahl am 9. Juni 2024 in einer personalisierten Verhältniswahl gewählt wurden, und dem ehrenamtlichen Ortsbürgermeister als Vorsitzendem.
Die Sitzverteilung im Gemeinderat:
| Wahl | SPD | CDU | WGR | Gesamt   |
| ---- | --- | --- | --- | -------- |
| 2024 | 1   | 8   | 7   | 16 Sitze |
| 2019 | 1   | 7   | 8   | 16 Sitze |
| 2014 | 2   | 9   | 5   | 16 Sitze |
| 2009 | 2   | 9   | 5   | 16 Sitze |
| 2004 | 1   | 8   | 7   | 16 Sitze |

- WGR = Wählergruppe Ruppertsberg e. V. (bis 2019 Freie Wählergruppe Ruppertsberg (FWG))

### Bürgermeister
Peter Benoit (CDU) wurde am 10. Juli 2024 Ortsbürgermeister von Ruppertsberg. Bei der Direktwahl am 9. Juni 2024 hatte er sich mit einem Stimmenanteil von 59,2 % gegen den Amtsinhaber durchgesetzt.
Benoits Vorgänger Heiner Weisbrodt (WGR) hatte sich bei der vorangegangenen Kommunalwahl am 26. Mai 2019 mit 58,64 % der Stimmen noch gegen Peter Benoit durchgesetzt. Die bisherige Ortsbürgermeisterin Ursula Knoll (CDU) hatte 2019 nicht erneut für das Amt kandidiert.

### Wappen
| Wappen von Ruppertsberg | Blasonierung: „In Gold ein in den Ecken gemauerter schwarzer Turm mit vier Zinnen über einer schwarzen Mauer mit je einer Zinne rechts und links und mit einem offenen Spitztor, darin in Gold eine grünbestielte blaue Traube.“ |
| Wappen von Ruppertsberg | Es wurde 1955 vom Mainzer Innenministerium genehmigt. |

### Partnerschaften
Ruppertsberg pflegt Partnerschaften mit Courpière in Frankreich und Höchstädt an der Donau.

## Kultur und Sehenswürdigkeiten

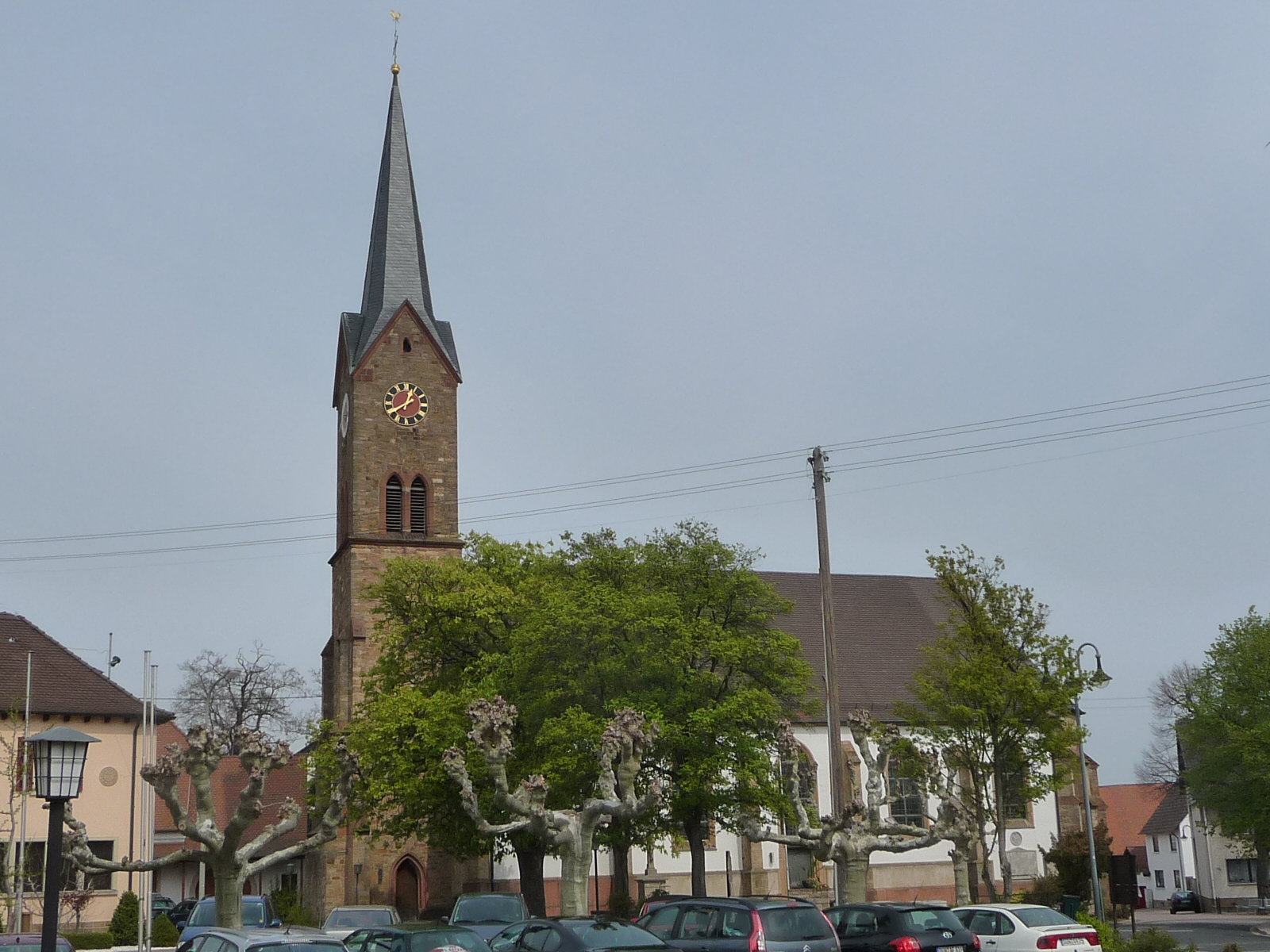
St. Martinskirche

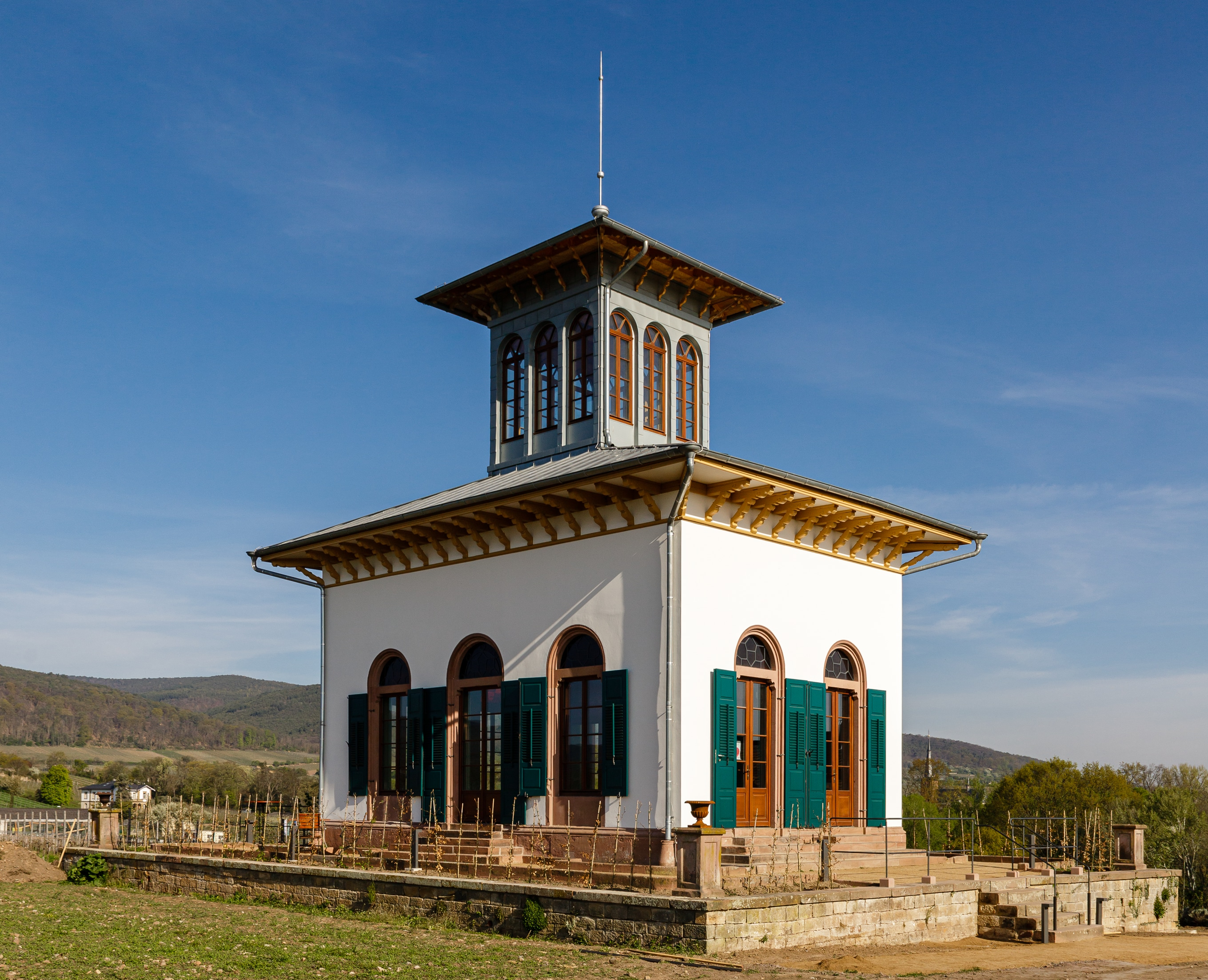
Teepavillon (2021)

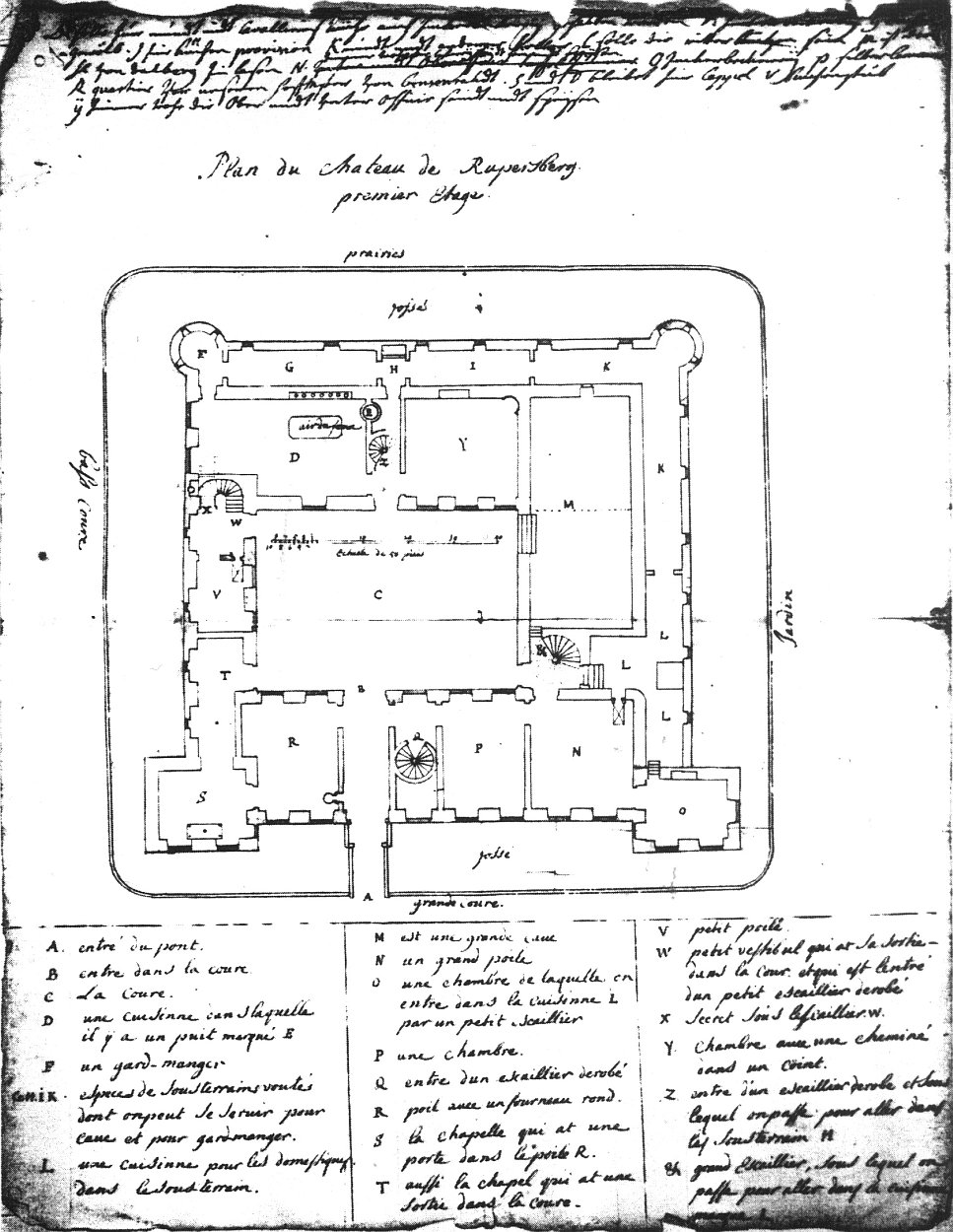
Plan von Schloss Ruppertsberg aus dem Jahre 1719

### Bauwerke
Das Schloss, der Friedhof und die örtliche Raiffeisenstraße sind als Denkmalzonen ausgewiesen. Bei ersterem handelt es sich um eine im 18. Jahrhundert unter Damian Hugo von Schönborn zum Schloss ausgebaute Wasserburg, die sich an der Nordostseite des Ortes befand. Von ihr haben sich zwei von ursprünglich vier Flügeln erhalten. Durch spätere Umbauten ist der Schlosscharakter weitestgehend verlorengegangen.
Hinzu kommen zahlreiche Einzeldenkmäler, darunter folgende Objekte:
Die katholische Pfarrkirche St. Martin ist ein dreischiffiger spätgotischer Bau aus dem frühen 16. Jahrhundert. Sehenswert ist vor allem die etwa 1510 geschaffene steinerne Kanzel mit ihren Darstellungen von Heiligen und Propheten.
Das ehemalige Teehaus ist das Wahrzeichen Ruppertsbergs. Es wurde 1844 einige hundert Meter westlich des Ortes in den Weinbergen gebaut. Das ehemalige Teehaus ist ein großer viereckiger Pavillon mit einem verglasten Obergeschoss. Am 4. November 2014 wurde es bei einem Brand schwer beschädigt. Am 16. Mai 2017 wurde von 17 Fachleuten der Förderverein „Teehaus Ruppertsberg“ für den Wiederaufbau gegründet mit der Aufgabe, den Teepavillon denkmalgerecht zu erhalten und wieder mit Leben zu füllen.
An der Grenze zur Königsbacher Gemarkung steht die katholische Wallfahrtskapelle Heilige Vierzehn Nothelfer, die oft ebenso als Klausenkapelle bezeichnet wird. Der dorthin führende, auf Königsbacher Seite liegende Wallfahrtsweg mit Kreuzwegstationen führt von der dortigen Pfarrkirche durch den Wald zur Kapelle.
Siehe auch: Liste der Kulturdenkmäler in Ruppertsberg

### Natur
Das Naturschutzgebiet Marlachwiesen befindet sich teilweise auf Gemarkung von Ruppertsberg.

### Regelmäßige Veranstaltungen
Die Ruppertsberger Weinkerwe findet jedes Jahr am letzten Augustwochenende statt.
Unter der Veranstaltungsreihe „Kulturtage Ruppertsberg“ finden über das ganze Jahr hindurch Konzerte statt.

## Wirtschaft und Infrastruktur

### Wirtschaft
Ruppertsberg ist eine Weinbaugemeinde mit langer Weinbautradition; entsprechend ist die Gemeinde erheblich geprägt vom Weinbau und gehört zum Weinanbaugebiet Pfalz. Alle Weinlagen gehöhen zur Großlage Deidesheimer Hofstück. Die Weinlagen sind Linsenbusch (261,0 ha), Hoheburg (25,0 ha), Gaisböhl (7,0 ha), Nußbien (81,3 ha), Spieß (5,9 ha) und Reiterpfad (87,6 ha). Diese werden neben den Ruppertsberger Weinbaubetrieben vom Weingut Christmann in Neustadt an der Weinstraße, vom Weingut Geheimer Rat Dr. von Bassermann-Jordan in Deidesheim, vom Winzerverein Deidesheim und vom Weingut Dr. Bürklin-Wolf in Wachenheim an der Weinstraße bewirtschaftet.

### Verkehr
Der nahegelegene Bahnhof Deidesheim an der 1865 und 1873 eröffneten Pfälzischen Nordbahn ermöglicht Bahnverbindungen nach Bad Dürkheim und Neustadt an der Weinstraße. Im Zuge der Planungen wurde darüber diskutiert, ob die Bahnstrecke westlich oder östlich des Siedlungsgebiets verlaufen sollte. Obwohl sie mitten durch den Westen der Gemarkung verläuft, besaß die Gemeinde aufgrund der geringen räumlichen Distanz zum Deidesheimer Bahnhof nie einen eigenen Halt. Außerdem führen Buslinien in die umliegenden Ortschaften; die Linie 580 führt nach Ludwigshafen am Rhein. Ruppertsberg gehört zum Tarifgebiet des Verkehrsverbunds Rhein-Neckar.
Durch Ruppertsberg verläuft die Kreisstraße 10. Östlich des Ortes verläuft die Bundesstraße 271. Im Südosten besteht Anschluss an die Bundesautobahn 65 über die Auffahrt Deidesheim.

## Persönlichkeiten

### Söhne und Töchter der Gemeinde
- Eduard Nortz (1868–1939), Politiker (BBB)
- Edmund Bien (1927–2007), Bundesligaschiedsrichter
- Franz-Georg Rössler (1949–2017), Lehrer, Komponist und Esperantist

### Personen, die vor Ort gewirkt haben
- Georg Dietrich von Sobbe (1747–1823), preußischer Generalmajor, nahm 1792 am Gefecht bei Ruppertsberg teil
- Johann Kaspar Adolay (1771–1853), Politiker, starb vor Ort
- August Hiller von Gaertringen (1772–1856), preußischer General der Infanterie, nahm 1792 am Gefecht bei Ruppertsberg teil
- Christine Veth (* 1986), Fußballspielerin, spielte in ihrer Jugend beim TV Ruppertsberg